# Coelichneumon alvarado
Coelichneumon alvarado är en stekelart som först beskrevs av Cresson 1868.  Coelichneumon alvarado ingår i släktet Coelichneumon och familjen brokparasitsteklar. Inga underarter finns listade i Catalogue of Life.